# Zdenko Kalin
Zdenko Kalin (ur. 11 kwietnia 1911 w Solkanie, zm. 11 listopada 1990 w Lublanie) – słoweński rzeźbiarz.

## Życiorys
W 1934 ukończył studia w akademii sztuk pięknych w Zagrzebiu. Początkowo tworzył portrety o drobnym, delikatnym modelunku, jednak w późniejszych dziełach skupiał się na kompozycji i stosunku figury do otaczającej ją przestrzeni, pozostawiając rzeźbę bez końcowego modelunku.
Brat rzeźbiarza Borisa Kalina.

## Wybrane prace
- Mavra (1936)
- Pastuszek (1945)
- Deček s piščalko (Dziecko z piszczałką, 1977, rzeźba przez budynkiem słoweńskiego publicznego radia i telewizji, będąca symbolem tej instytucji)